# Hugh O'Neill Hencken
Hugh O'Neill Hencken (New York City, 8 gennaio 1902 – Cape Cod, 31 agosto 1981) è stato un archeologo statunitense specializzato negli studi sull'età del Ferro e l'Europa.

## Biografia
Nato a New York da Albert Charles e Mary Creighton O'Neill Hencken, spese la sua giovinezza in Pennsylvania. Si laureò alla Princeton University nel 1924 con un A.B., e nel 1926 prese un B.A alla Cambridge University, dove nel 1929 conseguì un M.A., e il PhD in archeologia nel 1930.
Diventò professore associato di archeologia dell'Europa all'università di Harvard nel 1930, e diventò curatore assistente di archeologia dell'Europa al museo Peabody di archeologia ed etnologia l'anno successivo. 
Fu inoltre curatore nello stesso dipartimento dal 1933 al 1960, e insegnò alle università di Londra, Oxford, ed Edimburgo durante questo periodo. 
Hencken condusse ricerche e scavi archeologici sulle popolazioni dell'età del Ferro e la cultura materiale dello stesso periodo in Inghilterra, Irlanda, Italia, Grecia, Algeria, Marocco. Morì il 31 agosto 1981.
Hencken sposò Mary Thalassa il 12 ottobre 1935. Ebbero tre figlie: Ala, Sophia, e Thalassa. Sua moglie, Thalassa, che si era laureata in archeologia alla università di Londra, morì l'11 giugno 1997. 

## Opere (principali)
- Horse tripods of Etruria,  American school of prehistoric research, Boston 1957;
- A view of Etruscan origins, Antiquity Publications, Cambridge, Mass, 1966;
- A western razon in Sicily, Prehistoric Society, Cambridge, Mass, 1955;
- Tarquinia and Etruscan origins, Thames and Hudson, Londra 1968;
- Tarquinia, Villanovans, and Early Etruscans, Peabody Museum, Cambridge, Mass, 1968;
- The Earliest European Helmets. Bronze Age and Early Iron Age, Harvard University, Bulletin 28, Cambridge, Mass., 1971;
- Indo-european languages and archeology, Millwood : Kraus Repr., 1974.